# Tom Six
Tom Six, né le 29 juin 1973 à Alkmaar, est un réalisateur néerlandais, connu pour son film d'horreur The Human Centipede (First Sequence), sorti en 2009, et ses suites The Human Centipede II (Full Sequence) (2011) et The Human Centipede III (Final Sequence) (2015).

## Biographie

### Éléments personnels
Tom Six est né à Alkmaar, au nord des Pays-Bas, le 29 juin 1973. Sa passion pour le cinéma commence très tôt. Le réalisateur raconte à ce sujet que dès son plus jeune âge, il prenait la caméra de son grand-père et partait filmer pendant des heures. À son adolescence, il découvre le cinéma d'horreur et de controverse. Il avoue en interview que le film Salò ou les 120 Journées de Sodome de Pier Paolo Pasolini l'a profondément marqué durant son enfance.
Son style vestimentaire est atypique : il porte constamment un panama et d'imposantes lunettes de soleil. Il possède un carlin nommé Nigel.

### Carrière
Tom Six commence son métier de réalisateur à la télévision, décrochant un contrat avec la société de production Endemol, avec laquelle il travaille entre autres sur l'émission de télé-réalité Big Brother. Mais, désireux de réaliser ses propres projets, il lance sa propre compagnie avec sa sœur et réalise les films Gay, Honeyz et I Love Dries.
Le réalisateur est plus connu pour la création de sa trilogie The Human Centipede, dont le premier film The Human Centipede (First Sequence) est considéré comme l'un des films les plus trash de la décennie ; il met en scène un médecin fou qui veut réaliser un « mille-pattes humain » en raccordant trois cobayes les uns aux autres, la bouche de l'un étant cousue à l'anus de l'autre, créant ainsi un long système digestif. Ce film est donc devenu culte auprès d'une certaine communauté amatrice du genre, tant par son scénario que par sa réalisation. Une suite est sortie, interdite au Royaume-Uni pendant près de quatre mois, The Human Centipede II (Full Sequence). Une censure que la production n'a pas manqué de valoriser dans la première bande-annonce officielle du film mise en ligne sur YouTube. Avec cette trilogie, le réalisateur ne s'inflige aucune règle et crée la polémique dans le monde du cinéma d'horreur.

## Filmographie
- 2004 : Gay in Amsterdam
- 2007 : Honeyz
- 2008 : I Love Dries
- 2009 : The Human Centipede (First Sequence)
- 2011 : The Human Centipede II (Full Sequence)
- 2015 : The Human Centipede III (Final Sequence)
- prévu initialement en 2017 mais pas encore sorti en 2024 : The Onania Club